# Религија у Етиопији
Религија у Етиопији (2007)
Религија у Етиопији обухвата велики број различитих вероисповести. Међу свим аврамским религијама, најзаступљеније је хришћанство (етиопска оријентално-православна црква, пенте и католичка црква) са 62,4% верника и ислам са 33,9%. На простору Етиопије налази се и мала али дугогодишња јеврејска заједница. Неки припадници бахаи вере постоје у великом броју, једнако у урбаним и руралним срединама државе. Поред тога, постоји неколико следбеника традиционалних афричких религија који углавном живе у југозападном делу земље.
Према националним попису спроведеном 2007. године, постоји више од 40 милиона људи односно 43,5% њих који су верници етиопско оријентално-православне цркве, преко 30 милиона односно 33,9% људи изјашњавају се као муслимани, 18,9% као протестанти и нешто мање од два милиона људи односно 2,6% следбеника традиционалних афричких религија.
У попису 2007. године, људи који су се идентификовали као атеисти, хиндуси, агностици, припадници бахаи вере и јудаизма чинили су 0,7% становништва Етиопије.
Краљевство Аксум, односно данашња Етиопија и Еритреја биле су једне од првих хришћанских земаља на свету, званично су усвојиле хришћанство као државну религију у 4. веку.

## Географија
Већина хришћана (углавном припадника древноистичне етиопске оријентално-православне цркве) живи у планинским подручјима, док припадници ислама и традиционалних афричких религија највише насељавају ниже регије на истоку и југу земље.

## Аврамске религије
Етиопија има блиске везе са све три главне светске аврамске религије. Хришћани чине већину становништва. Ислам је друга најзаступљенија религија, а након њих најбројнијих су верници традиционалних афричких религија и припадници бахаи вере и јудаизма.
Етиопија је локација прве хиџре у исламској историји, а најстарије муслиманско насеље у Африци је село Негаш, који се налази у северном делу Етиопије. До осамдесетих година 20. века постојала је популација етиопских Јевреја у Етиопији. Земља је такође духовна домовина религијског покрета Растафари.

### Хришћанство
Етиопија је једна од најстаријих хришћанских држава у свету. Етиопска оријентално-православна црква је древноисточна црква и најбројнија је у читавој земљи, а била је део коптске оријентално-православне цркве све до 1959. године и једина преколинијална православна црква у Подсахарској Африци. Записано је да је Матеј Јеванђелиста, један од дванаесторица апостола умро у Етиопији.
Према попису Владе Етиопије из 1994. године, 49,6% популације чинили су хришћани; њих 34,6% припадници етиопске оријентално-православне цркве, 10,1% протестанти (пентај и припадници Етиопске евангелистичке цркве) и припадници Етиопске католичке цркве који су чинили 0,9% укупне популације становништва.
Према Стејт департменту нешто више од 50% становништва Етиопије су хришћани (од 40 до 45% њих верници су етиопске православне цркве, око 10% становништва припадници су хришћанске евангелистичке цркве и пентај групе). Највећи број православни етиопских хришћана настањује региона Тиграј (95,6%) и Амхара (82,5%),
док већина протестаната живи у Региону јужних нација, националности и народа (55,5% од укупног становништва) и у регији Оромија (4,8 милиона припадника протестантске цркве).
Према последњем попису Владе Етиопије из 2007. године, хришћани чине 62,8% укупног становништва, а највећа група су православци са 43,5%, затим протестни са 18,6% и католици са 0,7% од укупног становништва. Студија спроведена из 2015. године процењује да у Етиопији постоји око 400.000 хришћанских верника који имају муслиманске корене, а већина њих припадају протестантизму.
Краљевство Аксум била је једна од првих држава која је примила хришћанство, када је Свети Фрументије пребацио краља Езана у хришћанство, током 4. века. Многи верују да је Јеванђеље стигло раније у Етиопију, а краљевски званичник је описао како је крштен од стране Филипа јеванђелисте, што стоји у осмом поглављу књиге Дела апостолска. Православно хришћанство има дугу историју у Етиопији и доминантна је у северном и централном државе. Протестанти и православци имају велике заједнице у јужној и западној Етиопији.
На простору северозападне Етиопије живи мала група Јевреја која је највише емигрирала у Израел у последњим деценијама 20. века, у склопу спасилачких мисија које је предузела израелска Влада. Неки израелски научници и историчари сматрају да су етиопски Јевреју историјско изгубљено племе Израела. Данас је етиопска православна црква најбројнија, иако је некад велики број верника бројила протестантска црква.
Од 18. века постојала је релативно мала група припадника етиопске католичке цркве са заједницом у Риму, а њене присталице чиниле су мање од 1% популације становништва.
Име Етиопија помиње се тридесет и седам пута у Библији, док се Етиопско царство помиње у Курану и хадису.

### Ислам
Ислам у Етиопији датира још од његовог оснивања. Када је 615. године група Мухамедових муслимана избегла прогоне у Меки, путовали су у Етиопију, преко данашње Еритреје, којом је владао Армах, хришћански краљ. Билал ибн Рабах, први мујезин и пријатељ Мухамеда, позивао је вернике на молитву. Такође, једни од најбројнијих неарапских савезника Мухамеда били су из Етиопије.
Према попису Средишње статистичке агенције Етиопије, у држави су 2007. године 33,9% становништва били муслимански верници, што је више у односу на попис из 1994. године када их је било 32,8% од укупне популације Етиопије.
Стејт департмент међутим процењује да су 45% становништва у Етиопији муслимани. Већина њих у Етиопији су припадници сунизма, а неки припадају разник аспектима суфизма. Ислам се први пут јавља у Етиопији 614. године, када су биле миграције. Адис Абеба, главни град Етиопије је дом за 443,821 муслимана, односно 16,2% укупног становништва града, према Агенцији за статистику Етиопије. Муслимански верници се у Етиопији могу наћи у скоро свим регијама, а највише их је у регионима Сомали (98,4%), Афар (95,3%) и Оромији (47,5%).

### Јудаизам
Јевреји у Етиопији познати и под именом Фалашас (иако се овај израз сматра погрдним), дуго су изолована група афричких Јевреја који од давнина живе на овим просторима. Њихово постојање није много познато спољном свету дуги низ година, док они дуго нису знали за друге јеврејске групе ван своје заједнице. Они су постали познати западном свету током 19. и 20. века и прихваћени као Јевреји од стране израелске Владе, 1975. године. После тога, операције Мојсије и Соломон, спроведене 1984. и 1994. године довеле су велики број етничких Јевреја у Израел, где тренутно живи око 150.000 њих који имају порекло из Етиопије. Мала јеврејска заједница и даље постоји у Етиопији, иако се углавном састоји од Фаласх Мура, етиопских Јевреја који су у прошлости претварали у хришћанство и као такве нису били препознати као Јевреји од државе Израел. Данас их има око 22.000 на простору Етиопије.

## Бахаи вера
Бахаи вера присутна је у Етиопији након што је Абудл Баха писмима охрабривао и подржавао ову религију у Африци 1916. године. Сабри Алаис, који је тада имао 27. година преставио је бахаи веру у Етиопији. Годину дана касније, у новембру 1934. године у граду Адис Абеба формирана је прва духовна скупина припадника бахаи вере. Године 1962. припадници бахаи вере у Етиопији створили су национални духовни савез. До 1963. године било је седам мањих група припадника бахаија у држави. Према процени религијске архиве у Етиопији је 2005. године живело 27.000 припадника бахаи вере. Јубилеј заједнице прослављен је 2009. године а највећа бахајска заједница налази се у граду Адис Абеба.

## Традиционалне афричке религије
Процењује се да су 2,6% становништва Етиопије припадници традиционалних афричких вера, према попису из 2007. године (са 4,6% у попису становништва из 1994. године). Највећи број верника традиционалних религија налази се у Региону јужних нација, националности и народа (око 993.000 људи) и Оромији (895.000).

## Религија и политика
Слобода вероисповести је предвиђена Уставом из 1995. године, а слобода обожавања гарантована је и Уставом Етиопије из 1930. и 1955. године, иако се у неким локалитетима овај принцип увек не поштује у пракси. Не постоји државна религија и забрањено је формирање политичких партија заснованих на религији; све верске групе се морају регистровати у Влади Етиопије и обновити своју регистрацију сваке три године. У Етиопији је злочин подстаћи једну религију против друге. Постоје неке напетости између припадника Етиопске православне цркве и протестантских хришћана, као и између Етиопске православне и муслимана из Етиопије. Према Барнабасовом фонду, у марту 2011. године у регији Џима запаљено је 55 цркава од стране муслимана. Студија из 2015. године процењује да око 400.000 верника хришћанства има муслиманско порекло у земљи.

## Пописи
| Година | Хришћани | Православци | Протестанти | Католици | Муслимани | Традиционалне афричке религије | Остало |
| ------ | -------- | ----------- | ----------- | -------- | --------- | ------------------------------ | ------ |
| 1994   | 61,6%    | 50,6%       | 10,1%       | 0,9%     | 32,8%     | 4,6%                           | 1,0%   |
| 2007   | 62,8%    | 43,5%       | 18,6%       | 0,7%     | 33,9%     | 2,6%                           | 0,7%   |
| Раст   | 1,2%     | -7,1%'      | 8,5%        | -0,2%    | 1,1%      | -2,0%                          | -0,3%  |

| Година | Хришћани   | Православци | Протестанти | Католици | Муслимани  | Традиционалне афричке религије | Остало  |
| ------ | ---------- | ----------- | ----------- | -------- | ---------- | ------------------------------ | ------- |
| 1994   | 32,689,482 | 26,844,932  | 5,366,360   | 478,190  | 17,406,087 | 2,444,085                      | 531,323 |
| 2007   | 46,420,822 | 32,154,550  | 13,748,842  | 517,430  | 25,058,373 | 1,921,881                      | 517,430 |
| Раст   | 13,731,340 | 5,309,618   | 8,382,482   | 39,240   | 7,652,286  | -522,204                       | -13,893 |

|                                              | 1994     | 2007     | 1994        | 2007        | 1994        | 2007        | 1994     | 2007     | 1994      | 2007      | 1994                           | 2007                           | 1994   | 2007   |
| Регион/град                                  | Хришћани | Хришћани | Православци | Православци | Протестанти | Протестанти | Католици | Католици | Муслимани | Муслимани | Традиционалне афричке религије | Традиционалне афричке религије | Остало | Остало |
| -------------------------------------------- | -------- | -------- | ----------- | ----------- | ----------- | ----------- | -------- | -------- | --------- | --------- | ------------------------------ | ------------------------------ | ------ | ------ |
| Адис Абеба                                   | 86,65%   | 83,0%    | 82,0%       | 74,7%       | 3,87%       | 7,77%       | 0,78%    | 0,48%    | 12,7%     | 16,2%     |                                |                                |        | 0,8%   |
| Афар                                         | 4,4%     | 4,7%     | 3,9%        | 3,9%        | 0,4%        | 0,7%        | 0,1%     | 0,1%     | 95,6%     | 95,3%     |                                |                                |        |        |
| Амхара                                       | 81,6%    | 82,7%    | 81,5%       | 82,5%       | 0,1%        | 0,2%        |          |          | 18,1%     | 17,2%     |                                |                                |        | 0,1%   |
| Бенишангул-Гумуз                             | 40,6%    | 46,5%    | 34,8%       | 33,0%       | 5,8%        | 13,5%       |          |          | 44,1%     | 45,4%     | 13,1%                          | 7,1%                           |        |        |
| Дире Дава                                    | 36,7%    | 28,8%    | 34,5%       | 25,71%      | 1,5%        | 2,81%       | 0,7%     | 0,4%     | 63,2%     | 70,9%     |                                |                                | 0,1%   | 0,3%   |
| Гамбела                                      | 71,35%   | 90,2%    | 24,13%      | 16,8%       | 44,01%      | 70,0%       | 3,21%    | 3,4%     | 5,15%     | 4,9%      | 10,28%                         | 3,8%                           |        | 1,1%   |
| Харари                                       | 39,49%   | 30,8%    | 38,09%      | 27,1%       | 0,94%       | 3,4%        | 0,46%    | 0,3%     | 60,28%    | 69,0%     |                                |                                |        | 0,2%   |
| Оромија                                      | 49,9%    | 48,2%    | 41,3%       | 30,5%       | 8,6%        | 17,7%       |          |          | 44,3%     | 47,5%     | 4,2%                           | 3,3%                           |        | 1,1%   |
| Сомали                                       | 0,9%     | 0,5%     | 0,9%        | 0,6%        |             |             |          |          | 98,7%     | 98,4%     |                                |                                | 0,3%   | 1,0%   |
| Регион јужних нација, националности и народа | 65,4%    | 77,8%    | 27,6%       | 19,9%       | 34,8%       | 55,5%       | 3,0%     | 2,4%     | 16,7%     | 14,1%     | 15,4%                          | 6,6%                           |        | 1,5%   |
| Тиграј                                       | 95,9%    | 96,1%    | 95,5%       | 95,6%       |             | 0,1%        | 0,4%     | 0,4%     | 4,1%      | 4,0%      |                                |                                |        |        |

## Галерија
- Православна црква Свете Марије у Аксуму
- Џамија у Мекелеу
- Синагога у околини Гондара
- Манастир Дебре Марјам, древноистичне цркве
- Црква Свете Марије у Бахир Дару

- Рад на кожи који приказује православне свештенике са систрумом и бубњем
- Унутрашњост цркве у Бахир Дару
- Етиопски литургијски бубњеви